# Gyeplabda a 2020. évi nyári olimpiai játékokon
A 2020. évi nyári olimpiai játékokon a gyeplabdatornákat 2021. július 24. és augusztus 6. között rendezték meg. A férfi és a női tornán is 12-12 csapat vett részt.

## Éremtáblázat
(A táblázatokban a rendező nemzet sportolói eltérő háttérszínnel, az egyes számoszlopok legmagasabb értéke vagy értékei vastagítással kiemelve.)
| A 2020. évi nyári olimpiai játékok éremtáblázata gyeplabdában | A 2020. évi nyári olimpiai játékok éremtáblázata gyeplabdában | A 2020. évi nyári olimpiai játékok éremtáblázata gyeplabdában | A 2020. évi nyári olimpiai játékok éremtáblázata gyeplabdában | A 2020. évi nyári olimpiai játékok éremtáblázata gyeplabdában | Olimpia  |
| ------------------------------------------------------------- | ------------------------------------------------------------- | ------------------------------------------------------------- | ------------------------------------------------------------- | ------------------------------------------------------------- | -------- |
|                                                               | Ország                                                        | Arany                                                         | Ezüst                                                         | Bronz                                                         | Összesen |
| 1.                                                            | Belgium (BEL)                                                 | 1                                                             | 0                                                             | 0                                                             | 1        |
| 1.                                                            | Hollandia (NED)                                               | 1                                                             | 0                                                             | 0                                                             | 1        |
|                                                               |                                                               |                                                               |                                                               |                                                               |          |
| 3.                                                            | Argentína (ARG)                                               | 0                                                             | 1                                                             | 0                                                             | 1        |
| 3.                                                            | Ausztrália (AUS)                                              | 0                                                             | 1                                                             | 0                                                             | 1        |
|                                                               |                                                               |                                                               |                                                               |                                                               |          |
| 5.                                                            | India (IND)                                                   | 0                                                             | 0                                                             | 1                                                             | 1        |
| 5.                                                            | Nagy-Britannia (GBR)                                          | 0                                                             | 0                                                             | 1                                                             | 1        |
|                                                               |                                                               |                                                               |                                                               |                                                               |          |
| Összesen                                                      | Összesen                                                      | 2                                                             | 2                                                             | 2                                                             | 6        |

## Érmesek

### Férfi torna
| A 2020. évi nyári olimpiai játékok érmesei férfi gyeplabdában | A 2020. évi nyári olimpiai játékok érmesei férfi gyeplabdában | A 2020. évi nyári olimpiai játékok érmesei férfi gyeplabdában | A 2020. évi nyári olimpiai játékok érmesei férfi gyeplabdában |
| --- | --- | --- | ------------------------------------------------------------- |
| Arany | Ezüst | Bronz |                                                               |
| Belgium (BEL) | Ausztrália (AUS) | India (IND) |                                                               |
| Gauthier Boccard Tom Boon Thomas Briels Cédric Charlier Félix Denayer Nicolas De Kerpel Arthur De Sloover Sébastien Dockier John-John Dohmen Simon Gougnard Alexander Hendrickx Antoine Kina Loïck Luypaert Augustin Meurmans Victor Wegnez Vincent Vanasch Florent Van Aubel Arthur Van Doren | Daniel Beale Joshua Beltz Tim Brand Andrew Charter Tom Craig Matt Dawson Blake Govers Jeremy Hayward Tim Howard Dylan Martin Trent Mitton Eddie Ockenden Flynn Ogilvie Lachlan Sharp Joshua Simmonds Jacob Whetton Tom Wickham Aran Zalewski | Surender Kumar Varun Kumar Birendra Lakra Vivek Prasad Dilpreet Singh Gurjant Singh Harmanpreet Singh Hardik Singh Mandeep Singh Manpreet Singh Rupinder Pal Singh Shamsher Singh Simranjeet Singh Nilakanta Sharma P. R. Sreejesh Sumit Lalit Upadhyay Amit Rohidas |                                                               |

### Női torna
| A 2020. évi nyári olimpiai játékok érmesei női gyeplabdában | A 2020. évi nyári olimpiai játékok érmesei női gyeplabdában | A 2020. évi nyári olimpiai játékok érmesei női gyeplabdában | A 2020. évi nyári olimpiai játékok érmesei női gyeplabdában |
| --- | --- | --- | ----------------------------------------------------------- |
| Arany | Ezüst | Bronz |                                                             |
| Hollandia (NED) | Argentína (ARG) | Nagy-Britannia (GBR) |                                                             |
| Felice Albers Eva de Goede Xan de Waard Marloes Keetels Josine Koning Sanne Koolen Laurien Leurink Frédérique Matla Laura Nunnink Malou Pheninckx Pien Sanders Lauren Stam Margot van Geffen Caia van Maasakker Maria Verschoor Lidewij Welten | Agustina Albertario Agostina Alonso Noel Barrionuevo Valentina Costa Biondi Emilia Forcherio Agustina Gorzelany María José Granatto Victoria Granatto Julieta Jankunas Sofía Maccari Delfina Merino Valentina Raposo Rocío Sánchez Moccia Micaela Retegui Victoria Sauze Belén Succi Sofía Toccalino Eugenia Trinchinetti | Giselle Ansley Grace Balsdon Fiona Crackles Maddie Hinch Sarah Jones Hannah Martin Shona McCallin Lily Owsley Hollie Pearne-Webb Isabelle Petter Ellie Rayer Sarah Robertson Anna Toman Susannah Townsend Laura Unsworth Leah Wilkinson |                                                             |